# Décès en octobre 2020
Décès
- 2016
- 2017
- 2018
- 2019
- 2020
- 2021
- 2022
- 2023
- 2024

Pour une information complémentaire, voir la page d'aide.

| Date        | Nom                               | Activités | Âge | Source |
| ----------- | --------------------------------- | --- | --- | ------ |
| 1er octobre | Michel Forget                     | Aviateur français. | 93  |        |
| 1er octobre | Franck André Jamme                | Poète français. | 72  |        |
| 1er octobre | Murray Schisgal                   | Dramaturge américain. | 93  | (en)   |
| 2 octobre   | Fadma Abi                         | Chirurgienne marocaine.                                                                                                   | ?   |        |
| 2 octobre   | Bob Gibson                        | Lanceur de baseball américain.                                                                                            | 84  | (en)   |
| 2 octobre   | Irina Slavina                     | Journaliste russe. | 47  |        |
| 2 octobre   | Claude Vigée                      | Poète français. | 99  |        |
| 3 octobre   | Charlie Haeger                    | Lanceur de baseball américain.                                                                                            | 37  | (en)   |
| 4 octobre   | Rosemary Aluoch                   | Footballeuse internationale kényane.                                                                                      | 44  |        |
| 4 octobre   | Jean-Marc Avocat                  | Acteur français. | 72  |        |
| 4 octobre   | Louis Fortier                     | Biologiste et océanographe canadien.                                                                                      | 66  |        |
| 4 octobre   | Murphy J. Foster, Jr.             | Homme politique américain.                                                                                                | 90  | (en)   |
| 4 octobre   | Jérôme Gendre                     | Joueur français de rugby à XV.                                                                                            | 43  |        |
| 4 octobre   | Clark Middleton                   | Acteur américain. | 63  | (en)   |
| 4 octobre   | Carla Federica Nespolo            | Femme politique italienne.                                                                                                | 77  | (it)   |
| 4 octobre   | Philippe Salaün                   | Tireur et photographe humaniste français.                                                                                 | 77  |        |
| 4 octobre   | Kenzō Takada                      | Styliste japonais. | 81  |        |
| 4 octobre   | Günter de Bruyn                   | Écrivain allemand. | 93  | (de)   |
| 5 octobre   | Béatrice Arnac                    | Actrice et chanteuse française.                                                                                           | 89  |        |
| 5 octobre   | Franco Bolelli                    | Philosophe italien. | 70  | (it)   |
| 5 octobre   | Anil Devgan                       | Réalisateur indien. | 71  | (en)   |
| 5 octobre   | Simon Gutman                      | Survivant de la Shoah français d'origine polonaise.                                                                       | 97  |        |
| 5 octobre   | Ruth Klüger                       | Écrivaine et universitaire américaine.                                                                                    | 88  |        |
| 5 octobre   | Margaret Nolan                    | Actrice et mannequin britannique.                                                                                         | 76  | (en)   |
| 5 octobre   | Pietro Scandelli                  | Cycliste sur route italien.                                                                                               | 78  | (it)   |
| 6 octobre   | Alfons Borrell                    | Peintre espagnol. | 89  | (es)   |
| 6 octobre   | Olivier Corpet                    | Écrivain et éditeur français.                                                                                             | 71  |        |
| 6 octobre   | Herbert Feuerstein                | Journaliste, acteur et présentateur télé allemand.                                                                        | 83  | (de)   |
| 6 octobre   | Yves Gérard                       | Musicologue français. | 88  |        |
| 6 octobre   | Oļegs Karavajevs                  | Footballeur soviétique puis letton.                                                                                       | 59  | (ru)   |
| 6 octobre   | Bunny Lee                         | Producteur de reggae jamaïcain.                                                                                           | 79  | (en)   |
| 6 octobre   | Suleiman Mahmoud                  | Militaire libyen. | 71  | (en)   |
| 6 octobre   | Izumi Matsumoto                   | Mangaka japonais. | 61  |        |
| 6 octobre   | Johnny Nash                       | Chanteur américain. | 80  | (en)   |
| 6 octobre   | Tommy Rall                        | Danseur de ballet américain.                                                                                              | 90  | (en)   |
| 6 octobre   | Eddie Van Halen                   | Guitariste, musicien et producteur américano-néerlandais.                                                                 | 65  | (en)   |
| 6 octobre   | Wladimir Yordanoff                | Acteur français d'origine bulgare.                                                                                        | 66  |        |
| 7 octobre   | Nabil Bechaouch                   | Footballeur international tunisien.                                                                                       | 50  |        |
| 7 octobre   | Jean Martin                       | Pianiste français. | 92  |        |
| 7 octobre   | Mario J. Molina                   | Chimiste et ingénieur mexicain.                                                                                           | 77  | (es)   |
| 7 octobre   | Kyōhei Tsutsumi                   | Compositeur, réalisateur artistique et arrangeur japonais.                                                                | 80  | (en)   |
| 7 octobre   | Károly Vekov                      | Historien, professeur et homme politique hongro-roumain.                                                                  | 73  | (hu)   |
| 8 octobre   | Camillo Bazzoni                   | Cinéaste et réalisateur italien.                                                                                          | 85  |        |
| 8 octobre   | Jim Dwyer                         | Journaliste américain. | 63  | (en)   |
| 8 octobre   | Whitey Ford                       | Lanceur de baseball américain.                                                                                            | 91  | (en)   |
| 8 octobre   | Egon Gindorf                      | Entrepreneur français. | 89  |        |
| 8 octobre   | Charles Moore                     | Athlète de haies américain, champion olympique et médaillé d'argent aux Jeux olympiques d'été de 1952.                    | 91  | (en)   |
| 8 octobre   | Ram Vilas Paswan                  | Homme politique indien.                                                                                                   | 74  | (en)   |
| 8 octobre   | Joseph Pérez                      | Historien, écrivain et universitaire français.                                                                            | 89  | (it)   |
| 8 octobre   | Mohammad Reza Shadjarian          | Chanteur iranien. | 80  | (fa)   |
| 9 octobre   | Éric Danty                        | Footballeur français. | 72  |        |
| 9 octobre   | Francine Simonin                  | Peintre, dessinatrice et graveur suisse.                                                                                  | 84  |        |
| 10 octobre  | Arthur Aeschbacher                | Peintre et affichiste suisse.                                                                                             | 97  |        |
| 10 octobre  | Serge Bourdoncle                  | Footballeur puis entraineur français.                                                                                     | 84  |        |
| 10 octobre  | Constantin Frosin                 | Écrivain, traducteur et poète franco-roumain.                                                                             | 67  | (ro)   |
| 10 octobre  | Vassili Koulkov                   | Footballeur soviétique puis russe.                                                                                        | 54  | (ru)   |
| 10 octobre  | Zbigniew Misiaszek                | Footballeur français. | 87  |        |
| 10 octobre  | Fabrice Nora                      | Patron de presse français.                                                                                                | 69  |        |
| 10 octobre  | Yves Taschereau                   | Écrivain et journaliste québécois.                                                                                        | 77  |        |
| 11 octobre  | Jon Gibson                        | Flûtiste, saxophoniste, clarinettiste et compositeur américain.                                                           | 80  | (en)   |
| 11 octobre  | Ângelo Martins                    | Footballeur portugais. | 90  | (pt)   |
| 11 octobre  | Joe Morgan                        | Joueur américain de baseball.                                                                                             | 77  | (en)   |
| 11 octobre  | Michael D. Morley                 | Mathématicien américain.                                                                                                  | 90  | (en)   |
| 12 octobre  | Éric Assous                       | Réalisateur, dramaturge et scénariste français.                                                                           | 64  |        |
| 12 octobre  | Aldo Brovarone                    | Designer et graphiste italien.                                                                                            | 94  |        |
| 12 octobre  | Conchata Ferrell                  | Actrice américaine. | 77  | (en)   |
| 12 octobre  | Robert Jammes                     | Linguiste français. | 93  |        |
| 12 octobre  | Yehoshua Kenaz                    | Écrivain israélien. | 83  | (en)   |
| 12 octobre  | Ellen O'Neal                      | Skateuse américaine. | 61  |        |
| 12 octobre  | Litokwa Tomeing                   | Homme d'État marshallais, Président des Îles Marshall de 2008 à 2009.                                                     | 80  | (en)   |
| 13 octobre  | Jean Cardot                       | Sculpteur français. | 90  |        |
| 13 octobre  | Claude Feidt                      | Évêque français. | 84  |        |
| 13 octobre  | Chris Killip                      | Photographe britannique.                                                                                                  | 74  |        |
| 13 octobre  | Augusto Matine                    | Footballeur portugais. | 73  | (pt)   |
| 13 octobre  | Edward C. Meyer                   | Militaire américain. | 91  | (en)   |
| 13 octobre  | Jean Schalit                      | Journaliste français. | 83  |        |
| 13 octobre  | Percy Schmeiser                   | Agriculteur canadien. | 89  | (en)   |
| 13 octobre  | Yves Thos                         | Peintre et affichiste français.                                                                                           | 84  |        |
| 13 octobre  | Marcel Zadi Kessy                 | Homme politique ivoirien.                                                                                                 | 84  |        |
| 14 octobre  | Fred Dean                         | Joueur américain de football américain.                                                                                   | 68  | (en)   |
| 14 octobre  | Rhonda Fleming                    | Actrice américaine. | 97  | (en)   |
| 14 octobre  | Armando Herrera                   | Basketteur mexicain. | 84  | (es)   |
| 14 octobre  | Herbert Kretzmer                  | Journaliste et parolier britannique.                                                                                      | 95  | (en)   |
| 14 octobre  | Kuniwo Nakamura                   | Homme d'État paluan, Président des Palaos de 1993 à 2001.                                                                 | 76  | (en)   |
| 14 octobre  | Mahmoud Yassine                   | Acteur égyptien. | 79  |        |
| 15 octobre  | Bhanu Athaiya                     | Costumière indienne. | 91  | (en)   |
| 15 octobre  | Edward Benguiat                   | Graphiste américain. | 92  | (en)   |
| 15 octobre  | Sonja Edström                     | Fondeuse suédoise, double médaillée de bronze aux Jeux olympiques d'hiver de 1956 et championne olympique à ceux de 1960. | 89  | (se)   |
| 15 octobre  | Danil Khalimov                    | Lutteur russe et kazakh.                                                                                                  | 42  | (ru)   |
| 15 octobre  | Fambaré Ouattara Natchaba         | Universitaire togolais.                                                                                                   | 75  |        |
| 15 octobre  | Jole Santelli                     | Avocate et femme politique italienne.                                                                                     | 51  | (en)   |
| 15 octobre  | Fons Verplaetse                   | Économiste et banquier belge.                                                                                             | 90  |        |
| 15 octobre  | Madeleine Vivan                   | Romancière et poétesse française.                                                                                         | 108 |        |
| 16 octobre  | Jean Bonhomme                     | Homme politique français.                                                                                                 | 96  |        |
| 16 octobre  | László Branikovits                | Footballeur international hongrois, médaillé d'argent aux Jeux olympiques d'été de 1972.                                  | 70  | (hu)   |
| 16 octobre  | Anthony Chisholm                  | Acteur américain. | 77  | (en)   |
| 16 octobre  | Rodolfo Fischer                   | Footballeur argentin. | 76  | (es)   |
| 16 octobre  | Gordon Haskell                    | Musicien et auteur-compositeur britannique.                                                                               | 74  | (en)   |
| 16 octobre  | Michel Rateau                     | Compositeur français. | 82  |        |
| 17 octobre  | Batchimeg Migeddorj               | Femme politique mongole.                                                                                                  | 47  |        |
| 17 octobre  | Lucien De Brauwere                | Cycliste sur route belge.                                                                                                 | 69  | (nl)   |
| 17 octobre  | Antoine Dumas                     | Artiste québécois. | 87  |        |
| 17 octobre  | Bonaria Manca                     | Peintre italienne. | 95  | (it)   |
| 17 octobre  | Henri Noël                        | Joueur puis entraîneur français de football.                                                                              | 83  |        |
| 17 octobre  | Ryszard Ronczewski                | Acteur polonais. | 90  | (pl)   |
| 17 octobre  | Takna Jigme Sangpo                | Prisonnier politique tibétain.                                                                                            | 94  |        |
| 17 octobre  | Woungly-Massaga                   | Homme politique camerounais                                                                                               | 86  |        |
| 18 octobre  | Alan Stephenson Boyd              | Homme politique américain.                                                                                                | 98  | (en)   |
| 18 octobre  | René Felber                       | Homme politique suisse.                                                                                                   | 87  |        |
| 18 octobre  | François-Yves Guillin             | Médecin et historien français.                                                                                            | 99  |        |
| 18 octobre  | Jean Hamon                        | Promoteur immobilier et mécène français.                                                                                  | 85  |        |
| 18 octobre  | Tomás Herrera Martínez            | Basketteur cubain, médaillé de bronze aux Jeux olympiques d'été de 1972.                                                  | 69  | (es)   |
| 18 octobre  | James A. Johnson                  | Homme d'affaires américain.                                                                                               | 76  | (en)   |
| 18 octobre  | Joseph Mar Thoma                  | Primat de l'Église malankare indien.                                                                                      | 89  | (en)   |
| 18 octobre  | Ricardo Montserrat                | Romancier, nouvelliste et traducteur français.                                                                            | 66  |        |
| 18 octobre  | Naâma                             | Chanteuse tunisienne. | 84  |        |
| 18 octobre  | José Padilla                      | DJ et réalisateur artistique espagnol.                                                                                    | 64  |        |
| 18 octobre  | Jean-Christophe Parisot de Bayard | Haut fonctionnaire et homme politique français.                                                                           | 53  |        |
| 18 octobre  | Jill Paton Walsh                  | Femme de lettres britannique.                                                                                             | 83  | (en)   |
| 18 octobre  | Gérard Sulon                      | Footballeur belge. | 82  |        |
| 19 octobre  | Ahmed Adghirni                    | Avocat et homme politique marocain.                                                                                       | 73  |        |
| 19 octobre  | Spencer Davis                     | Musicien britannique. | 81  |        |
| 19 octobre  | Gianni Dei                        | Acteur et chanteur italien.                                                                                               | 79  | (it)   |
| 19 octobre  | Hiroh Kikai                       | Photographe japonais. | 75  | (ja)   |
| 19 octobre  | Enzo Mari                         | Designer, architecte et illustrateur italien.                                                                             | 88  | (it)   |
| 19 octobre  | Wojciech Pszoniak                 | Acteur polonais. | 78  |        |
| 19 octobre  | Louise Renaud                     | Peintre canadienne. | 98  |        |
| 19 octobre  | Alex Varenne                      | Dessinateur et auteur de bande dessinée érotique français.                                                                | 81  |        |
| 19 octobre  | Aldo Zargani                      | Écrivain italien. | 87  | (it)   |
| 20 octobre  | René Billon                       | Footballeur français. | 89  |        |
| 20 octobre  | Yehoshua Blau                     | Linguiste israélien. | 101 | (en)   |
| 20 octobre  | Xavier Boulanger                  | Acteur français. | 58  |        |
| 20 octobre  | Bruno Martini                     | Footballeur puis entraîneur français.                                                                                     | 58  |        |
| 20 octobre  | Bill Mathis                       | Joueur américain de football américain.                                                                                   | 81  | (en)   |
| 20 octobre  | Iouri Motchanov                   | Archéologue soviétique puis russe.                                                                                        | 93  | (ru)   |
| 20 octobre  | James Randi                       | Magicien canado-américain.                                                                                                | 92  | (en)   |
| 20 octobre  | Irina Skobtseva                   | Actrice soviétique puis russe.                                                                                            | 93  | (en)   |
| 20 octobre  | Lea Vergine                       | Historienne de l'art et commissaire d'exposition italienne.                                                               | 82  |        |
| 21 octobre  | Gordon Astall                     | Footballeur international britannique.                                                                                    | 93  | (en)   |
| 21 octobre  | Marge Champion                    | Chorégraphe, danseuse et actrice américaine.                                                                              | 101 | (en)   |
| 21 octobre  | Frank Horvat                      | Photographe italien. | 92  | (en)   |
| 21 octobre  | Pierre Jourdan                    | Homme politique français.                                                                                                 | 97  |        |
| 21 octobre  | John Michael Lane                 | Épidémiologiste américain.                                                                                                | 84  | (es)   |
| 21 octobre  | Paul Leduc                        | Réalisateur, scénariste, producteur, monteur et critique de cinéma mexicain.                                              | 78  | (es)   |
| 21 octobre  | Viola Smith                       | Batteuse américaine. | 107 |        |
| 22 octobre  | William Blinn                     | Scénariste et producteur de télévision américain.                                                                         | 83  | (en)   |
| 22 octobre  | Richard A. Lupoff                 | Auteur de science-fiction américain.                                                                                      | 85  | (en)   |
| 22 octobre  | Fikile Ntshangase                 | militante écologiste sud-africaine.                                                                                       | 65  | (en)   |
| 22 octobre  | Pierre Oster                      | Poète et éditeur français.                                                                                                | 87  |        |
| 23 octobre  | Len Lakofka                       | Auteur de jeux de rôle et concepteur de jeux américain.                                                                   | 76  | (en)   |
| 23 octobre  | Abderrahmane Rahmouni             | Footballeur tunisien. | 75  |        |
| 23 octobre  | Ebbe Skovdahl                     | Footballeur danois. | 75  | (da)   |
| 23 octobre  | Jerry Jeff Walker                 | Auteur-compositeur-interprète américain.                                                                                  | 78  | (en)   |
| 23 octobre  | Christian Zeimert                 | Artiste-peintre français.                                                                                                 | 86  |        |
| 24 octobre  | Jacques Bellenger                 | Coureur cycliste français.                                                                                                | 92  |        |
| 24 octobre  | Maurice Bodson                    | Homme politique belge. | 76  |        |
| 24 octobre  | Gordon Brown                      | Sculpteur allemand. | 62  | (de)   |
| 24 octobre  | Ezzat Ibrahim al-Douri            | Général et homme d'État irakien.                                                                                          | 78  | (en)   |
| 24 octobre  | Ludwik Flaszen                    | Écrivain et metteur en scène polonais.                                                                                    | 90  |        |
| 24 octobre  | Jean Matouk                       | Économiste et banquier français.                                                                                          | 83  |        |
| 24 octobre  | Abbas Moayeri                     | Artiste-peintre franco-iranien.                                                                                           | 80  |        |
| 24 octobre  | Jean-Claude Pasche                | Metteur en scène et directeur de théâtre suisse.                                                                          | 80  |        |
| 24 octobre  | Paul Rambié                       | Peintre français. | 101 |        |
| 24 octobre  | Jung Soseong                      | Écrivain sud-coréen. | 76  | (ko)   |
| 24 octobre  | Claude Sureau                     | Médecin français. | 93  |        |
| 24 octobre  | Fred Ulysse                       | Comédien et metteur en scène français.                                                                                    | 86  |        |
| 24 octobre  | Krisztián Veréb                   | Kayakiste hongrois, médaillé de bronze aux Jeux olympiques d'été de 2000.                                                 | 43  | (hu)   |
| 25 octobre  | Dolores Abril                     | Chanteuse de flamenco espagnole.                                                                                          | 81  | (es)   |
| 25 octobre  | Abderrazak Afilal Alami Idrissi   | Syndicaliste marocain. | 91  |        |
| 25 octobre  | Rosanna Carteri                   | Soprano italienne. | 89  |        |
| 25 octobre  | Ernesto Contreras                 | Cycliste sur route argentin.                                                                                              | 83  | (es)   |
| 25 octobre  | Lee Kun-hee                       | Homme d'affaires sud-coréen.                                                                                              | 78  | (en)   |
| 25 octobre  | Robert E. Murray                  | Homme d'affaires américain.                                                                                               | 80  | (en)   |
| 25 octobre  | Thomas Oppermann                  | Homme politique allemand.                                                                                                 | 66  | (de)   |
| 25 octobre  | Diane di Prima                    | Poète et militante américaine.                                                                                            | 86  | (en)   |
| 26 octobre  | Richard Adjei                     | Bobeur allemand, médaillé d'argent aux Jeux olympiques d'hiver de 2010.                                                   | 37  | (de)   |
| 26 octobre  | Jean-Pierre Autheman              | Auteur de bande dessinée français.                                                                                        | 73  |        |
| 26 octobre  | Jean-Claude Baulu                 | Footballeur français | 84  |        |
| 26 octobre  | Jacques Godin                     | Acteur canadien. | 90  |        |
| 26 octobre  | Marcel Hendrickx                  | Homme politique belge. | 85  |        |
| 26 octobre  | Paul-Jean Hérault                 | Écrivain et journaliste français.                                                                                         | 86  |        |
| 26 octobre  | Edward Johnson, Jr.               | Basketteur américain. | 65  |        |
| 27 octobre  | Gao Fengwen                       | Footballeur puis entraîneur chinois.                                                                                      | 80  | (zh)   |
| 27 octobre  | Jean-Jacques Grand-Jouan          | Cinéaste français. | 71  |        |
| 27 octobre  | Don Mazankowski                   | Homme politique canadien.                                                                                                 | 85  | (en)   |
| 27 octobre  | Serge Noël                        | Poète et romancier belge.                                                                                                 | 64  |        |
| 27 octobre  | Jimmy Orr                         | Joueur américain de football américain.                                                                                   | 85  | (en)   |
| 27 octobre  | Tatsuhiro Ōshiro                  | Romancier et dramaturge japonais.                                                                                         | 95  | (ja)   |
| 27 octobre  | Gilberto Penayo                   | Footballeur paraguayen.                                                                                                   | 87  | (es)   |
| 27 octobre  | Paul Rambié                       | Artiste peintre français.                                                                                                 | 101 |        |
| 28 octobre  | Hubert Astier                     | Haut fonctionnaire et homme politique français.                                                                           | 82  |        |
| 28 octobre  | Miguel Ángel Castellini           | Boxeur argentin. | 73  | (es)   |
| 28 octobre  | Leanza Cornett                    | Mannequin américaine. | 49  | (en)   |
| 28 octobre  | Miomir Dašić                      | Historien yougoslave puis monténégrin.                                                                                    | 89  | (cnr)  |
| 28 octobre  | Cano Estremera                    | Chanteur portoricain. | 62  | (es)   |
| 28 octobre  | Anthony Soter Fernandez           | Prélat catholique malaisien.                                                                                              | 88  | (en)   |
| 28 octobre  | Stanisław Gazda                   | Cycliste sur route polonais.                                                                                              | 82  | (en)   |
| 28 octobre  | Joseph Moureau                    | Pilote de chasse belge.                                                                                                   | 99  |        |
| 28 octobre  | Alain Rey                         | Linguiste français. | 92  |        |
| 28 octobre  | Pierre Rosenstiehl                | Mathématicien français.                                                                                                   | 87  |        |
| 28 octobre  | Billy Joe Shaver                  | Auteur-compositeur-interprète américain.                                                                                  | 81  | (en)   |
| 28 octobre  | Tracy Smothers                    | Catcheur américain. | 58  | (en)   |
| 29 octobre  | Angelika Amon                     | Biologiste austro-américaine.                                                                                             | 53  | (de)   |
| 29 octobre  | Margaret Birch                    | Femme politique canadienne.                                                                                               | 99  | (en)   |
| 29 octobre  | Roger Closset                     | Fleurettiste français, médaillé d'argent par équipes aux Jeux olympiques d'été de 1956.                                   | 87  |        |
| 29 octobre  | Sindika Dokolo                    | Homme d'affaires et collectionneur d'œuvres d'art congolais.                                                              | 48  | (en)   |
| 29 octobre  | Amir Ichemgoulov                  | Scientifique soviétique puis russe.                                                                                       | 60  | (ru)   |
| 29 octobre  | Jacques Maigne                    | Écrivain et journaliste français.                                                                                         | 69  |        |
| 29 octobre  | Larry Questad                     | Athlète de sprint américain.                                                                                              | 77  | (en)   |
| 29 octobre  | Béla Síki                         | Pianiste suisse. | 97  | (en)   |
| 29 octobre  | Thilo Thielke                     | Journaliste et écrivain allemand.                                                                                         | 52  | (en)   |
| 29 octobre  | Alexandre Vedernikov              | Chef d'orchestre soviétique puis russe.                                                                                   | 56  | (ru)   |
| 29 octobre  | J. J. Williams                    | Joueur de rugby à XV gallois.                                                                                             | 72  | (en)   |
| 29 octobre  | Slaven Zambata                    | Footballeur yougoslave puis croate.                                                                                       | 80  | (en)   |
| 30 octobre  | Herb Adderley                     | Joueur américain de football américain.                                                                                   | 81  | (en)   |
| 30 octobre  | Gilles Azzopardi                  | Dramaturge, metteur en scène et comédien français.                                                                        | 53  |        |
| 30 octobre  | Robert Fisk                       | Journaliste britannique.                                                                                                  | 74  | (en)   |
| 30 octobre  | Maurice Goldring                  | Universitaire français.                                                                                                   | 87  |        |
| 30 octobre  | Farkhonda Hassan                  | Universitaire égyptienne.                                                                                                 | 90  | (en)   |
| 30 octobre  | Žarko Knežević                    | Basketteur yougoslave puis serbe.                                                                                         | 73  | (hr)   |
| 30 octobre  | Jean-Marie Le Chevallier          | Homme politique français.                                                                                                 | 83  |        |
| 30 octobre  | Paul-Baudouin Michel              | Compositeur belge. | 90  |        |
| 30 octobre  | Amfilohije Radović                | Métropolite du Monténégro et du littoral.                                                                                 | 82  | (sr)   |
| 30 octobre  | Nobby Stiles                      | Footballeur international anglais.                                                                                        | 78  |        |
| 30 octobre  | Mesut Yılmaz                      | Homme d'État turc. | 72  | (en)   |
| 31 octobre  | Gérard Caron                      | Designeur français. | 82  |        |
| 31 octobre  | Eduardo Castelló                  | Cycliste professionnel espagnol.                                                                                          | 80  | (es)   |
| 31 octobre  | Sean Connery                      | Acteur et producteur écossais et britannique.                                                                             | 90  |        |
| 31 octobre  | Iba Der Thiam                     | Homme politique sénégalais                                                                                                | 83  |        |
| 31 octobre  | Betty Dodson                      | Écrivaine, formatrice en éducation sexuelle et graveuse américaine.                                                       | 91  | (da)   |
| 31 octobre  | Marc Fosset                       | Guitariste de jazz français.                                                                                              | 71  |        |
| 31 octobre  | Jacques Golliet                   | Homme politique français.                                                                                                 | 88  |        |
| 31 octobre  | MF DOOM                           | Rappeur et producteur musical britannique.                                                                                | 49  | (en)   |
| 31 octobre  | Huda Naamani                      | Écrivaine et artiste libanaise.                                                                                           | 90  | (ar)   |
| 31 octobre  | Horacio Serpa Uribe               | Homme politique colombien.                                                                                                | 77  | (es)   |
| 31 octobre  | Marius Žaliūkas                   | Footballeur international lituanien.                                                                                      | 36  | (lt)   |